# Aurelio Mosquera
Aurelio Mosquera Narvaez (ur. 1883, zm. 1939) – ekwadorski polityk i lekarz, przywódca Radykalnej Partii Liberalnej, prezydent Ekwadoru od 2 grudnia 1938 do 17 listopada 1939.